# 응용 소프트웨어
응용 소프트웨어(영어: application software) 또는 애플리케이션은 컴퓨터를 작동, 관리 또는 프로그래밍 하는 것이 아니라 최종 사용자의 사용을 목적으로 하는 모든 컴퓨터 프로그램이다. 운영 체제에서 실행되는 모든 소프트웨어를 뜻한다. 따라서, 워드프로세서, 스프레드시트, 웹브라우저들뿐만 아니라 컴파일러나 링커 등도 응용 소프트웨어에 속한다. 또는 좁은 의미에서는 OS 위에서 사용자가 직접 사용하게 되는 소프트웨어들을 뜻한다. 이런 경우 컴파일러나 링커등 시스템소프트웨어를 제외한 워드프로세서 등의 소프트웨어들만을 주로 뜻한다. 이렇게 뜻을 한정할 경우 응용 소프트웨어는 시스템 소프트웨어의 여집합이라고도 생각할 수 있다. 간단하게 줄여서 애플리케이션이라고 하며 준말로 앱(app)이라고도 부른다.
쉽지만 꽤 정확하지는 않은 비유를 쓰자면, 이것은 하드웨어의 세계에서 전기 불빛을 응용 프로그램(애플리케이션)이라 하고, 발전소를 시스템이라고 할 수 있다. 발전소는 전기를 생산하지만, 전등과 같은 응용품을 이용하기 전에는 그 자체가 빛을 내는 등의 사용자가 바라는 기능을 수행하지는 않는다.
- "응용 소프트웨어"의 대표적인 예:
  - 데스크톱 환경
  - 워드 프로세서
  - 스프레드시트
  - 미디어 재생기

## 응용 프로그램 제품군
응용 프로그램 제품군은 하나의 꾸러미로 묶인 여러 개의 응용 프로그램을 말한다. 워드 프로세서와 스프레드시트, 그 밖에 몇몇의 응용 프로그램들이 함께 포함된 마이크로소프트 오피스가 대표적인 예이다. 하나의 꾸러미로 묶인 응용 프로그램들은 대개 사용자가 배우거나 사용하기 쉽게 짜여진 일관된 사용자 인터페이스를 사용한다. 그리고 이들은 보통 사용자의 편의를 위해 응용 프로그램 사이에 상호 작용하는 기능을 가진다. 예를 들어, 한 스프레드시트에 워드 프로세서의 문서를 포함할 수 있고, 게다가 다른 종류의 스프레드시트 응용 프로그램에서 이 스프레드시트의 문서를 만들 수도 있다.

## 사용자 소프트웨어
사용자 소프트웨어는 시스템이 사용자에 특화된 요구에 적합하도록 만든다. 사용자는 직접 이러한 소프트웨어를 제작하고도 이를 중요하게 여기지 않을 때가 많다.
- "사용자 소프트웨어"의 대표적인 예:
  - 스프레드시트 템플릿
  - 워드 프로세서 매크로
  - 과학 시뮬레이션
  - 그래픽/애니메이션 스크립트
  - 전자메일 필터

## 임베디드 시스템
VCR, DVD 플레이어, 전자레인지와 같은 임베디드 시스템에서는 응용 소프트웨어와 운영 체제 소프트웨어를 구별하기 어려울 수도 있다.

## 응용 소프트웨어 분류

### 오피스 제품군
- 워드 프로세서
- 스프레드시트
- 프레젠테이션 프로그램
- 데이터베이스
- 문서 관리 시스템
- 텍스트 편집기

### 컴퓨터 통신
- 전자메일 클라이언트
- 웹 브라우저

### 멀티미디어
- 미디어 재생기
- 그래픽 프로그램
  - 그래픽 파일 포맷
  - 래스터 그래픽
  - 벡터 그래픽
  - 3D 그래픽
  - 디지털 영상
  - 미술 소프트웨어
    - MLCAD

  - 컴퓨터 게임
  - 동영상 편집 소프트웨어

### 분석 소프트웨어
- DADiSP
- MathCAD
- Mathematica
- MATLAB
- Maxima
- 컴퓨터 대수학 시스템

### 협업 소프트웨어
- 사무 체계 분석
- 사무 관리 시스템 p2p
- 오픈 소스
- 블로그
- 위키위키
- Slashcode
- NupeCode
- Everything Engine

### 사무용 소프트웨어
- 회계처리 소프트웨어
- 사무 체계 분석
- 고객 관리
- 백 오피스 (Back Office)

### 데이터베이스
- DBMS

### 이 외 활용
- 교육용 소프트웨어

## 같이 보기
- 유틸리티 소프트웨어